# Bianca Stuart
Bianca Stuart, född 17 maj 1988, är en friidrottare från Bahamas. Hon deltog vid olympiska sommarspelen 2012 och olympiska sommarspelen 2016.